# Diego Arreaza Monagas
Diego Arreaza Monagas (Aragua de Barcelona, estado Anzoátegui, Venezuela, 8 de noviembre de 1854-Caracas, 15 de marzo de 1931) fue un militar y político venezolano.

## Biografía
Hijo de Luis José Arreaza Valladares y de Marcelina Monagas, abandonó sus estudios a temprana edad y unió su actuación política con su primo hermano, el general Domingo Monagas Marrero. Apoyó la Revolución Legalista de Joaquín Crespo en el estado Bermúdez y como jefe de Estado Mayor del ejército de oriente bajo las órdenes de Domingo Monagas. En 1901 fue diputado por la ciudad de Barcelona en la Asamblea Constituyente durante los últimos años del gobierno de Cipriano Castro. Fue nombrado ministro de Instrucción Pública entre abril de 1912 y enero de 1913 en uno de los primeros gabinetes de Juan Vicente Gómez. Firmó el decreto de clausura de la Universidad Central de Venezuela, y a los pocos meses fue removido de su cargo por no estar de acuerdo con dicha medida.